# Strix Ltd
Die Strix Group Plc ist der führende Anbieter von Steuerungen für Haushaltswasserkocher. Die Unternehmensgruppe beschäftigt über 850 Mitarbeiter und erwirtschaftet einen jährlichen Umsatz von rund 95 Mio. GBP (Stand 2020). Unternehmenssitz ist Ronaldsway  auf der Isle of Man. Seit 2017 ist die Strix Group Plc im Alternative Investment Market (AIM) an der London Stock Exchange gelistet.

## Geschichte

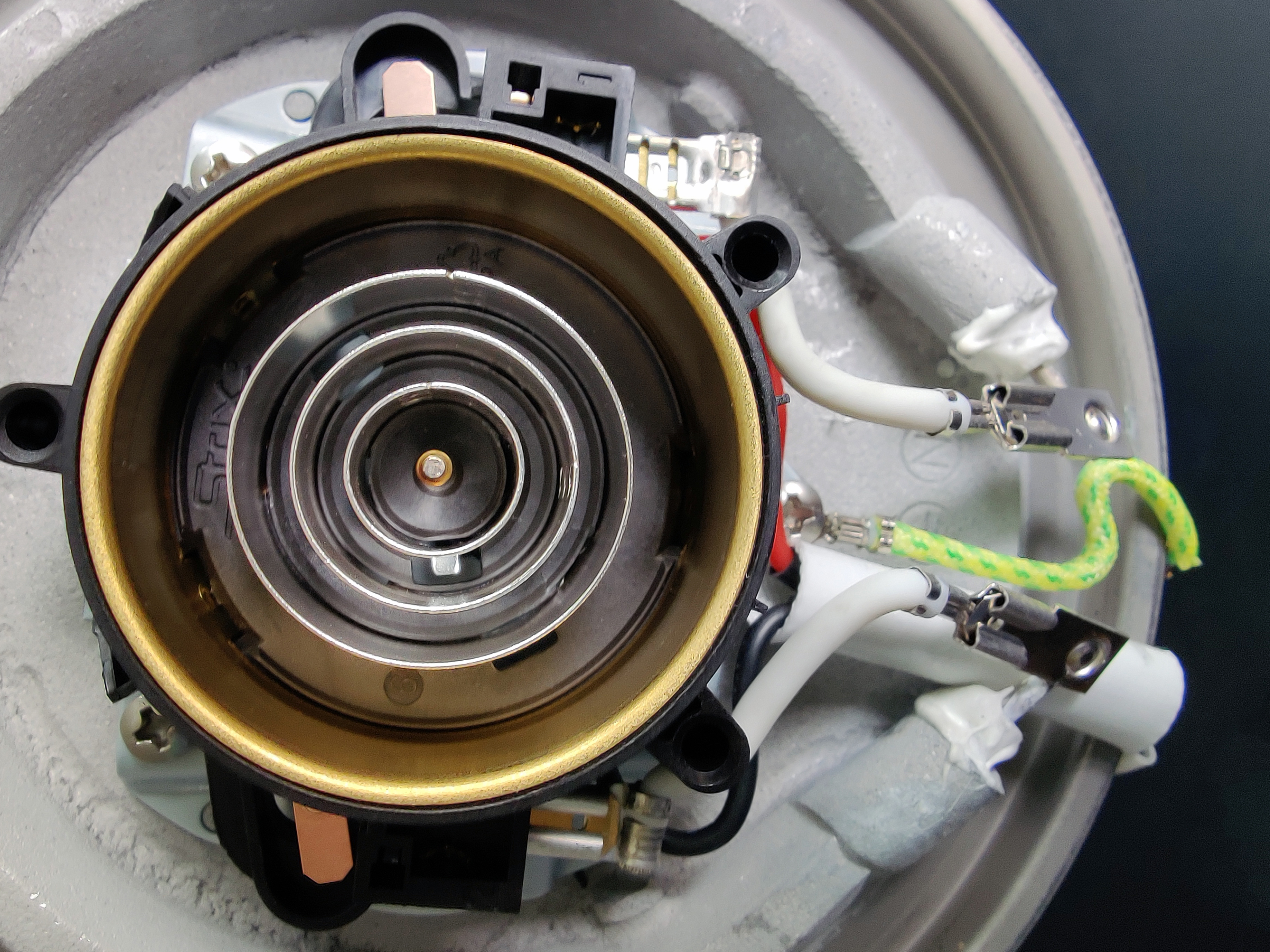
Strix-Reglereinheit eines Wasserkochers mit Temperatureinstellung

Die Strix Ltd. ging aus der von Eric Taylor im Jahr 1951 gegründeten Castletown Thermostats hervor, die sich als Tochterunternehmen der Otter Controls Ltd. auf die Entwicklung und Produktion von Bimetall-Thermostaten für verschiedenen Branchen und seit Beginn der 1960er Jahre zusätzlich auf die Entwicklung und Produktion von Steuerungen für Wasserkocher spezialisiert hatte. 1979 kam es zur Aufspaltung in zwei eigenständige Unternehmen: Otter Controls und Casteltown Thermostats. 1982 wurde Castletown Thermostats schließlich in Strix Ltd umbenannt. 
Unter der Leitung von John Taylor (Chairman), dem Sohn von Eric Taylor, und Eddie Davis (CEO) wurde Strix in den Folgejahren zum weltweit führenden Anbieter von Steuerungen für Haushaltswasserkocher. 1985/1986 kamen mit der P-Serie erste Lösungen für kabellose Wasserkocher auf den Markt, bei denen das Kochgefäß und der Kontaktfuß voneinander getrennt werden konnten.
1989 eröffnete Strix ein erstes Übersee-Büro in Hong Kong. 1990 folgte ein Büro in Australien.   
1996 brachte Strix ein Heizsystem mit 360°-Anschluss auf den Markt, bei dem das Heizgefäß in einem beliebigen Winkel auf die Basis gesetzt werden konnte.
Seit 1997 produziert Strix am Standort Guangzhou, China. Ebenfalls 1997 eröffnete das Unternehmen Büros in Russland und Belgien.
Nach dem altersbedingten Ausscheiden von John Taylor übernahm Eddie Davies 1999 als Executive Chairman die Unternehmensleitung. Bis dahin hatte Strix 100 Millionen Thermostatregler für Wasserkocher verkauft.
Im Jahr 2000 erwarb die Investmentbank HSBC für 50 Mio. Pfund eine 40-prozentige Beteiligung an Strix und forcierte den Einstieg in den Markt für Kaffeemaschinen. 2002 kam die erste elektrische Moka-Kaffeekanne mit einer Steuerung von Strix auf den Markt.
2005 übernahm die niederländische Bank ABN AMRO die Anteilsmehrheit von Strix. Im gleichen Jahr erweiterte Strix sein Produktprogramm um Wasserfilter der Marke Aqua Optima.
2009 durchbrach Strix die Schwelle von einer Milliarde produzierten Steuerungen. 
2017 platzierte die AAC Capital Partners, ein Private-Equity-Zweig von ABN AMRO, sämtliche Anteile der Strix Group an der Börse.
2019 übernahm Strix die Halosource Corporation, einen Hersteller von Wasserreinigungstechnologie, und vermarktet die Produkte seither unter der Marke HaloPure.
2020 kaufte Strix die Laica S.p.A., einen Hersteller im Bereich Wasserfiltration und Haushaltsgeräte. Die Vermarktung erfolgt weiterhin unter der Marke Laica.
2021 eröffnete das Unternehmen eine neue Fabrik im chinesischen Guangzhou.

## Produkte

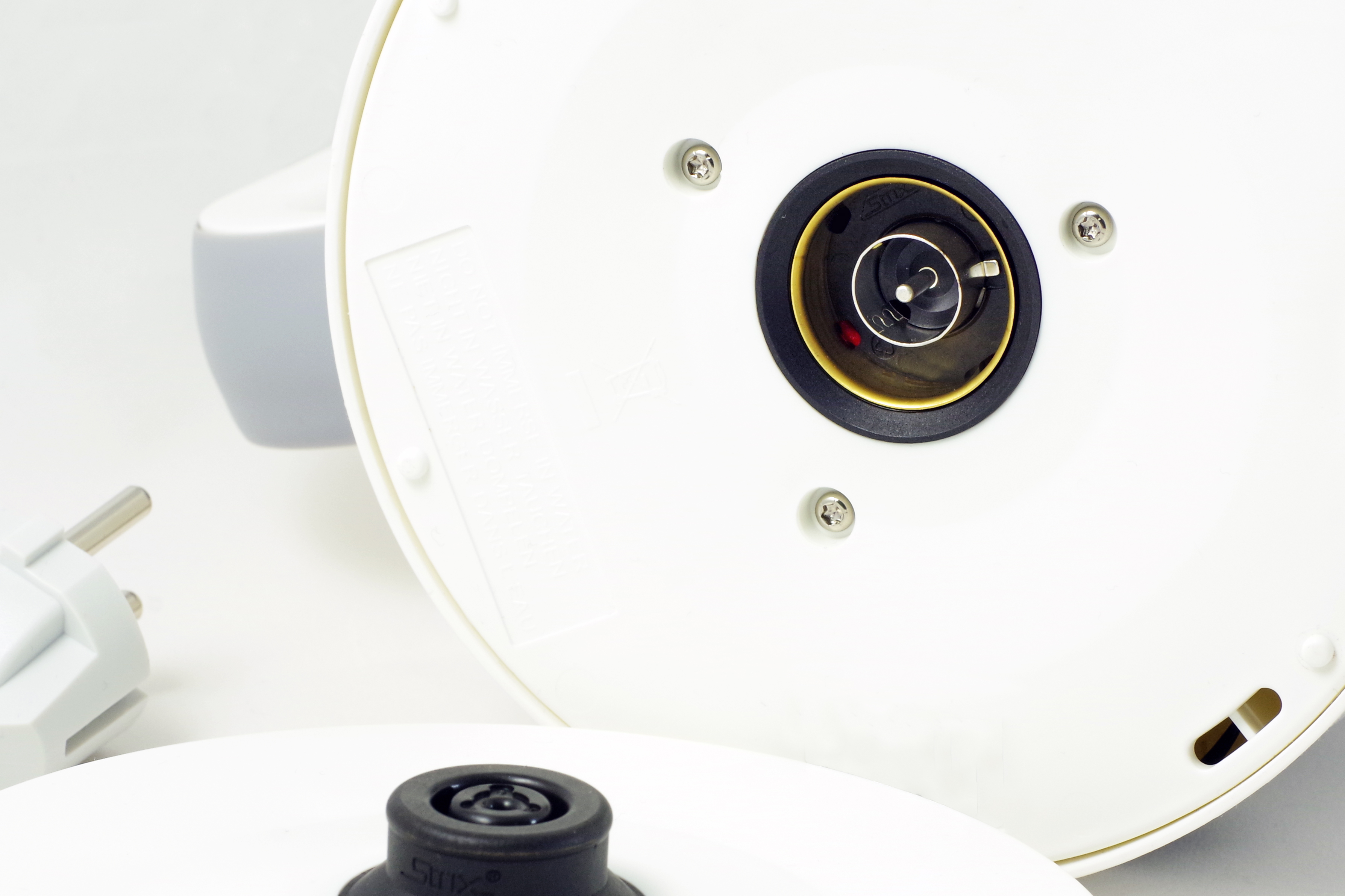
Kontaktfuß und Steckverbindung einer Wasserkocher-Steuerung von Strix

Über 80 % seines Umsatzes (Stand 2020) erwirtschaftet Strix mit Steuerungen für Wasserkocher. Die Steuerungen erfüllen die gängigen, internationalen Zulassungsanforderungen und Industrienormen sowie zusätzliche, unternehmenseigene Standards für einen sicheren Betrieb. Strix-Steuerungen werden heute weltweit als Bauteile in Wasserkochern unterschiedlicher Hersteller eingesetzt. 
Hinzu kommen System zur Wasserfiltration und -sterilisation (12 %) sowie Haushaltsgeräte (4 %).

## Auszeichnungen
Für seine Erfindungen und Erfolge wurde Strix in den Jahren 1995, 1988, 2000 und 2001 mit dem Queen’s Award ausgezeichnet.